# Partido Nacional de Honduras
Partido Nacional de Honduras é uma agrupação política hondurenha fundada em 27 de fevereiro de 1902, com uma orientação centro reformista, junto ao Partido Liberal de Honduras, constituem os partidos políticos de maior importância em Honduras, conformando um bipartidarismo interrompido durante o século XX e início do XXI.
O partido é um dos partidos ativo mais antigo do país junto com o Partido Liberal de Honduras (PLH). Teve no total 13 presidentes, sendo o primeiro, Manuel Bonilla (1903-1907) e o último e mais recente, Juan Orlando Hernández (2014-2022). O Partido nacional é acusado de desvio de milhões de dólares.